# Casa Blanca, Amozoc
Casa Blanca är en ort i Mexiko.   Den ligger i kommunen Amozoc och delstaten Puebla, i den sydöstra delen av landet, 110 km öster om huvudstaden Mexico City. Casa Blanca ligger 2 232 meter över havet och antalet invånare är 17 262.
Terrängen runt Casa Blanca är kuperad åt sydost, men åt nordväst är den platt. Runt Casa Blanca är det mycket tätbefolkat, med 2 614 invånare per kvadratkilometer. Närmaste större samhälle är Puebla de Zaragoza, 8,9 km väster om Casa Blanca. Trakten runt Casa Blanca består i huvudsak av gräsmarker.